# Lane Johnson
David Lane Johnson (nacido el 8 de mayo de 1990) es un jugador profesional de fútbol americano estadounidense que juega en la posición de offensive tackle y actualmente milita con los Philadelphia Eagles de la National Football League (NFL).

## Biografía
Johnson asistió a la preparatoria Groveton High School en Texas, donde practicó fútbol americano y disciplinas de lanzamiento de atletismo.
Posteriormente, asistió al Kilgore College en el este de Texas, donde jugó fútbol americano como quarterback y tight end. Luego de su primer año, se transfirió a la Universidad de Oklahoma, donde jugó con los Oklahoma Sooners desde 2009 hasta 2012. En 2010 jugó como tight end y defensive end, y a partir de 2011 jugó como offensive tackle, siendo nombrado al segundo equipo All-Big 12 en 2012.

## Carrera

### Philadelphia Eagles
Johnson fue seleccionado por los Philadelphia Eagles en la primera ronda (puesto 4) del draft de 2013, siendo el tercer offensive tackle en ser seleccionado, detrás de Eric Fisher y Luke Joeckel. El 10 de julio de 2013, fue firmado por los Eagles a un contrato de cuatro años y $19.85 millones, con un bono inicial de $12.81 millones.
En 2013, su primera temporada, compitió con Dennis Kelly por el puesto titular de tackle derecho, pero una lesión de Kelly permitió que Johnson fuera el titular en los 16 juegos de la temporada regular, ayudando a los Eagles a clasificar a la postemporada al ganar la división NFC Este con marca de 10-6.
En 2014, se perdió los primeros cuatro juegos de la temporada luego de ser suspendido por dar positivo en una prueba antidrogas. A pesar de ello, fue titular en los otros 12 encuentros y solo permitió una captura, por lo que Pro Football Focus lo consideró el segundo mejor tackle derecho de la temporada y fue nombrado a su equipo All-Pro.
En 2015, Johnson inició los 16 encuentros como titular, incluyendo dos como tackle izquierdo en sustitución del veterano Jason Peters. Esa temporada fue considerado el 10.° mejor tackle derecho por Pro Football Focus.
El 29 de enero de 2016, los Eagles extendieron el contrato de Johnson por seis años y $63 millones, convirtiéndolo en el tackle derecho mejor pagado de la liga. Sin embargo, ese año solo participó en seis encuentros, debido a una suspensión de 10 juegos por fallar por segunda vez una prueba antidrogas.
En 2017, Johnson inició 15 juegos para los Eagles; solo se perdió un encuentro debido a una concusión sufrida en el juego de la Semana 5 ante los Arizona Cardinals. El 19 de diciembre fue nombrado a su primer Pro Bowl, y al finalizar la temporada fue considerado el mejor tackle derecho por Pro Football Focus, así como fue nombrado al primer equipo All-Pro oficial. Los Eagles ganaron la división NFC Este con marca de 13-3 y eventualmente ganaron el Super Bowl LII, el primero de su historia.
En 2018, Johnson nuevamente inició 15 juegos para los Eagles y fue seleccionado al Pro Bowl por segundo año consecutivo, en esta ocasión en reemplazo del lesionado Tyron Smith, tackle de los Dallas Cowboys.
El 29 de noviembre de 2019, Johnson firmó un contrato por cuatro años y $72 millones con los Eagles, con $54.595 millones garantizados. Dicho contrato lo convirtió en el jugador de línea ofensiva mejor pagado de la NFL. Aunque solo jugó en 12 encuentros, fue invitado a su tercer Pro Bowl de manera consecutiva en reemplazo del lesionado David Bakhtiari de los Green Bay Packers.
El 29 de julio de 2020, Johnson fue colocado en la lista de reservas por COVID-19, y fue activado el 11 de agosto. Sin embargo, solo participó en siete juegos, todos como titular, debido a una lesión en la rodilla.
En 2021, Johnson fue titular en 13 juegos y fue nombrado al segundo equipo All-Pro, luego de ayudar a los Eagles a clasificar a la postemporada y registrar la mayor cantidad de yardas por tierra para un equipo con 2,715.